# Литьё под давлением
Литьё под давлением — технологический процесс переработки пластмасс, цветных металлов и других материалов путём впрыска их расплава под давлением в пресс-форму с последующим охлаждением.
Технологический процесс состоит из ряда последовательных стадий:
1. прием, транспортировка и складирование
2. контроль технологических свойств материала
3. стадии подготовки сырья
4. транспортировка сырья технологической линией
5. стадия формования изделия
6. механическая обработка отливки
7. термообработка изделия
8. контроль качества продукции
9. упаковка изделий
10. сборка и обработка изделий.

## Виды
- Литьё пластмасс под давлением
- Литьё металлов под давлением